# Hrabstwo Grand Kru
Hrabstwo Grand Kru – jedno z piętnastu hrabstw Liberii, z siedzibą władz w mieście Barclayville.
Według spisu ludności z 2008 roku liczy sobie 57 106 mieszkańców.